# Coryphantha difficilis
Coryphantha difficilis ist eine Pflanzenart in der Gattung Coryphantha aus der Familie der Kakteengewächse (Cactaceae). Das Artepitheton difficilis stammt aus dem Lateinischen, bedeutet ‚schwierig‘ und verweist auf die Schwierigkeit, die Pflanzen zu kultivieren.

## Beschreibung
Coryphantha difficilis wächst einzeln. Die kugelförmigen oder eiförmigen bis kurz zylindrischen, hell blaugrauen Triebe erreichen bei Durchmessern von 6 Zentimetern Wuchshöhen von 8 Zentimeter. Die bis zu 10 Millimeter hohen Warzen sind stark aufwärts gerichtet, konisch verzogen und überlappen sich ziegelartig. Die vier weißlichen bis rötlichen Mitteldornen sind sehr starr, sehr gebogen und bis zu 2 Zentimeter lang. Sie sind dunkler gespitzt. Die zwölf bis 14 weißlichen Randdornen besitzen eine braune Spitze. Sie sind zum Teil steif, teilweise schlank und weisen eine Länge von 1 bis 2 Zentimeter auf.
Die gelben Blüten erreichen Durchmesser von 4 bis 5 Zentimeter. Die Früchte sind grün.

## Verbreitung, Systematik und  Gefährdung
Coryphantha difficilis ist im mexikanischen Bundesstaat Chihuahua in der Sierra de la Paíla auf Schwemmebenen und Hängen mit Kalkgeröll verbreitet.
Die Erstbeschreibung als Mammillaria difficilis durch Leopold Quehl wurde 1908 veröffentlicht. Charles Russell Orcutt stellte die Art 1926 in die Gattung Coryphantha.
Coryphantha difficilis wird in der Roten Liste gefährdeter Arten der IUCN als „Least Concern (LC)“, d. h. nicht gefährdet, eingestuft.

## Nachweise